# Demolition Company
 (août 2015).
Demolition Company est un jeu de gestion d'entreprise de démolition créé par la société suisse Giants Software GmbH (pl) en 2010.

## Versions
| Version      | Plateforme        | Date de sortie |
| ------------ | ----------------- | -------------- |
| 1            | Microsoft Windows | 4 août 2011    |
| Gold Edition | Microsoft Windows | 4 août 2011    |
|              |                   |                |

## Liens
http://www.demolitioncompany-thegame.com/

### Sources à lier à l'article
- jeuxvideo.com : Demolition Company
- PC PowerPlay, March 2011 (via )
- PC Gamer, January 2011 (via )*
- Canard PC, avril 2011, no 231, 2/10 (via )